# NSWRL 1992
Die NSWRL 1992 war die 85. Saison der New South Wales Rugby League Premiership, der ersten australischen Rugby-League-Meisterschaft. Den ersten Tabellenplatz nach Ende der regulären Saison belegten die Brisbane Broncos. Diese gewannen im Finale 28:8 gegen die St. George Dragons und gewannen damit die NSWRL zum ersten Mal.

## Tabelle
|      | Team                          | Spiele | Siege | Unent. | Ndlg. | Spiel- punkte | Diff. | Tabellen- punkte |
| ---- | ----------------------------- | ------ | ----- | ------ | ----- | ------------- | ----- | ---------------- |
| 01.  | Brisbane Broncos              | 22     | 18    | 0      | 4     | 506:311       | + 195 | 36               |
| 02.  | St. George Dragons            | 22     | 15    | 0      | 7     | 401:283       | + 118 | 30               |
| 03.  | Illawarra Steelers            | 22     | 13    | 1      | 8     | 318:259       | + 59  | 27               |
| 04.  | Newcastle Knights             | 22     | 12    | 2      | 8     | 363:267       | + 96  | 26               |
| 05.  | Western Suburbs Magpies       | 22     | 12    | 1      | 9     | 356:327       | + 29  | 25               |
| 06.  | Eastern Suburbs Roosters      | 22     | 12    | 0      | 10    | 392:319       | + 73  | 24               |
| 07.  | Canterbury-Bankstown Bulldogs | 22     | 10    | 2      | 10    | 423:417       | + 6   | 22               |
| 08.  | Manly-Warringah Sea Eagles    | 22     | 10    | 2      | 10    | 334:335       | - 1   | 22               |
| 09.  | Penrith Panthers              | 22     | 11    | 0      | 11    | 274:309       | - 35  | 22               |
| 010. | Balmain Tigers                | 22     | 10    | 1      | 11    | 402:398       | + 4   | 21               |
| 011. | North Sydney Bears            | 22     | 10    | 1      | 11    | 376:381       | - 5   | 21               |
| 012. | Canberra Raiders              | 22     | 10    | 0      | 12    | 435:409       | + 26  | 20               |
| 013. | Cronulla-Sutherland Sharks    | 22     | 8     | 0      | 14    | 284:395       | - 111 | 16               |
| 014. | South Sydney Rabbitohs        | 22     | 7     | 0      | 15    | 429:533       | - 104 | 14               |
| 015. | Parramatta Eels               | 22     | 6     | 1      | 15    | 276:491       | - 215 | 13               |
| 016. | Gold Coast Seagulls           | 22     | 6     | 1      | 15    | 288:423       | - 135 | 11               |

## Playoffs

### Ausscheidungs/Qualifikationsplayoffs
| 5. September | Newcastle Knights | 21 : 2 | Western Suburbs Magpies | Sydney Football Stadium, Sydney Zuschauer: 28.571 Schiedsrichter: Greg McCallum |
| 5. September | (4:2) Bericht     |        |                         | Sydney Football Stadium, Sydney Zuschauer: 28.571 Schiedsrichter: Greg McCallum |

| 6. September | Illawarra Steelers | 18 : 16 | St. George Dragons | Sydney Football Stadium, Sydney Zuschauer: 28.521 Schiedsrichter: Graham Annesley |
| 6. September | Bericht            |         |                    | Sydney Football Stadium, Sydney Zuschauer: 28.521 Schiedsrichter: Graham Annesley |

| 12. September | St. George Dragons | 3 : 2 | Newcastle Knights | Sydney Football Stadium, Sydney Zuschauer: 38.772 Schiedsrichter: Graham Annesley |
| 12. September | Bericht            |       |                   | Sydney Football Stadium, Sydney Zuschauer: 38.772 Schiedsrichter: Graham Annesley |

| 13. September | Brisbane Broncos | 22 : 12 | Illawarra Steelers | Sydney Football Stadium, Sydney Zuschauer: 38.859 Schiedsrichter: Greg McCallum |
| 13. September | Bericht          |         |                    | Sydney Football Stadium, Sydney Zuschauer: 38.859 Schiedsrichter: Greg McCallum |

### Halbfinale
| 20. September | St. George Dragons | 4 : 0 | Illawarra Steelers | Sydney Football Stadium, Sydney Zuschauer: 38.928 Schiedsrichter: Greg McCallum |
| 20. September | Bericht            |       |                    | Sydney Football Stadium, Sydney Zuschauer: 38.928 Schiedsrichter: Greg McCallum |

### Grand Final
| 27. September | Brisbane Broncos                                                   | 28 : 8        | St. George Dragons         | Sydney Football Stadium, Sydney Zuschauer: 41.560 Schiedsrichter: Greg McCallum |
| 27. September | Versuche: Cann (2), Langer (2), Renouf Erhöhungen: Matterson (4/5) | (6:4) Bericht | Versuche: Gourley, Walford | Sydney Football Stadium, Sydney Zuschauer: 41.560 Schiedsrichter: Greg McCallum |

| 1                  | Julian O’Neill     |
| 2                  | Michael Hancock    |
| 3                  | Steve Renouf       |
| 4                  | Chris Johns        |
| 5                  | Willie Carne       |
| 6                  | Kevin Walters      |
| 7                  | Allan Langer       |
| 8                  | Glenn Lazarus      |
| 9                  | Kerrod Walters     |
| 10                 | Gavin Allen        |
| 11                 | Trevor Gillmeister |
| 12                 | Alan Cann          |
| 13                 | Terry Matterson    |
| Auswechselspieler: |                    |
| 14                 | Tony Currie        |
| 15                 | Mark Hohn          |
| 16                 | John Plath         |
| 17                 | Andrew Gee         |

| 1                  | Michael Potter  |
| 2                  | Ricky Walford   |
| 3                  | Mark Coyne      |
| 4                  | Michael Beattie |
| 5                  | Ian Herron      |
| 6                  | Peter Coyne     |
| 7                  | Noel Goldthorpe |
| 8                  | Tony Priddle    |
| 9                  | Wayne Collins   |
| 10                 | Neil Tierney    |
| 11                 | David Barnhill  |
| 12                 | Scott Gourley   |
| 13                 | Jeff Hardy      |
| Auswechselspieler: |                 |
| 14                 | Brad Mackay     |
| 15                 | Tony Smith      |
| 16                 | Rex Terp        |
| 17                 | Matt Elliott    |